# きりひと讃歌
『きりひと讃歌』（きりひとさんか、EULOGY TO KIRIHITO）は手塚治虫による医療漫画。『ビッグコミック』（小学館）にて1970年4月10日号から1971年12月25日号まで連載された。1972年に虫プロ商事からCOMコミックス増刊として全2巻が刊行され、その後も各社から繰り返し再版されている。

## 概要

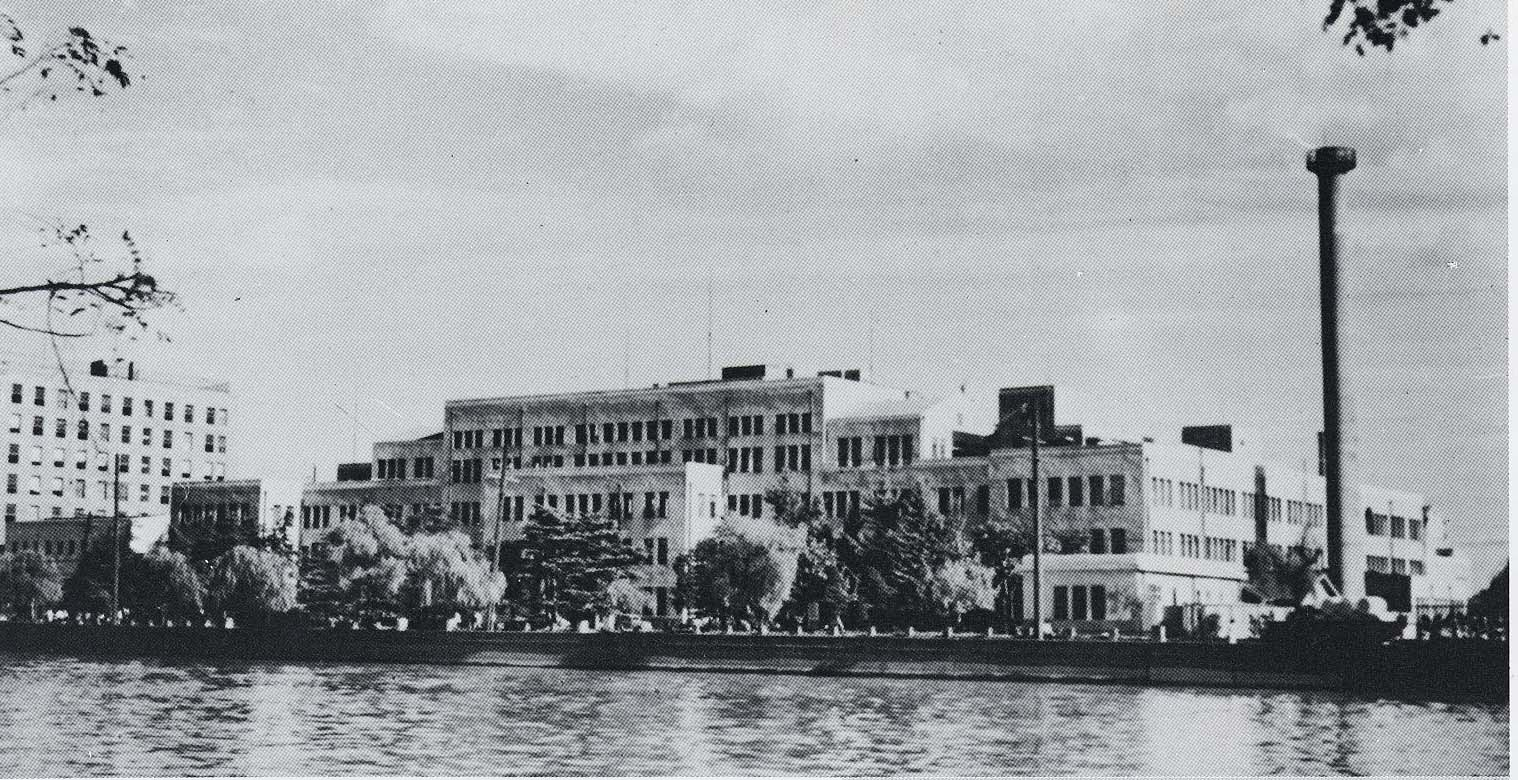
モデルとなった旧大阪大学医学部
（中之島 (大阪府)）

外見による差別や人間の尊厳などをテーマとする重厚なストーリー漫画である。同じ医療漫画である3年後の『ブラック・ジャック』が非現実的な要素も交えた作風でなおかつ「医学は人間を幸せにし得るのか」というテーマを扱っているのに対し、本作では医学界における権力闘争を主たるテーマとして描いた社会派的色合いの強い作品となっている。舞台のモデルは、手塚の母校であり山崎豊子著『白い巨塔』でもモデルとなった大阪大学医学部である。『白い巨塔』との類似の指摘について手塚は、モデルが同じである事に加えて、医学界という舞台は〈権威とかキャリアという要素をぬきにしてはドラマがつくれないほど〉封建的であることを述べている。
連載当初は「人間が獣に変化する」というコンセプトは『バンパイヤ』の二番煎じではないかとの批評もあり、編集部からも小山内を人間に戻すよう要望があったが、手塚はそれでは作品の真価をスポイルされると考えた。この考えは高く評価されている。

## あらすじ
モンモウ病とは、四国の山あいにある犬神沢の村に起こる奇病である。突然恐ろしい頭痛に襲われ、獣のように生肉を食べたくなり、やがて体中が麻痺して骨の形が変わり、犬のような風貌になる。そして1ヶ月以内に呼吸麻痺で死に至る、という難病である。人の姿を失うこの病気を、人々は恥じ、恐れていた。
大阪のM大学医学部でモンモウ病患者を担当していた青年医師小山内桐人は、この病気が川の水や土質に由来する中毒だとする仮説を立て、学生時代からの友人占部とともに研究を進めていた。一方、上司の竜ヶ浦教授はビールス（ウイルス）による伝染病説をとなえていた。そんな折、小山内は竜ヶ浦の指示により、担当患者の出身地、犬神沢へ赴くことになる。
婚約者のいずみを残し、小山内は犬神沢へ赴任する。外部からの介入を嫌う閉鎖的な空気を感じる中、村長は意味深な笑いと供に「御馳走」を供すと告げる。はたしてその夜届けられたその「御馳走」とは、村の娘のたづであった。それは村の風習として村の娘を客人に饗し、村の血が混じった(性的に交わった）時点でメンバーシップを認めるという通過儀礼であった。
しかし、犬神沢でモンモウ病の研究を続ける事は村人の嫌悪を呼び、小山内は命の危機にさらされる。たづは小山内の身を守るためにと結婚を申し出、小山内もそれを受け入れる。調査を続けるうち小山内はモンモウ病に罹患してしまうが、犬のような外貌になり果てた自分を忌避することなく愛し、研究の助手を務めてくれるたづを小山内もまた愛するようになり、信頼を深めていく。
いずみは犬神沢から戻らない小山内の身を案じていたが、占部に騙され、凌辱されてしまう。小山内に対し、友情とコンプレックスという二つの矛盾する強い感情を抱える占部は、彼を裏切りいずみを傷つける一方で、真剣にその身を案じてもいた。占部は小山内を探すため現地へ向かおうとするが、竜ヶ浦教授から突然アフリカ行きを命じられ、いずみに慎重に行動するよう忠告を残して旅立った。
小山内はモンモウ病の原因が村の水に含まれる希土類にあることを確信し、県の保健所に報告に行こうとたづを連れて山を降りるが、通りがかりのヤクザ者にたづを陵辱され殺されてしまう。さらに自らが医局から除籍されている事を知り、途方に暮れる。さらに、その姿の為に人間扱いされず、人買いに拉致され、台湾の大富豪万大人の宴会の見世物として売られてしまう。
小山内は、同じく万大人のもとで見世物にされていた女芸人・麗花の助けで万大人の元から逃れ、ともに台湾からの脱出を図る。しかしその途中高砂族に捕らえられ、成り行きから長老の手術を行なうことになる。手術自体は成功したものの、獣のような外観ゆえに信用を得られなかったことが原因で患者を死なせてしまった。小山内は、この姿のままでは医者として働くことすらままならないと深く絶望する。
麗花の励ましで、小山内はアムステルダムを目指す。だが中東でパレスチナ・ゲリラの襲撃に遭い、身動きが取れなくなってしまう。絶望の中にあった小山内は、砂漠で見つけた瀕死の赤ん坊を殺そうとするが、麗花は、赤ん坊が瀕死の状態にあってなお生きようとしていると訴える。赤ん坊を救うことはできなかったが、その死は小山内の心に何かを訴えかけた。
ようやく辿り着いた町で、麗花は小山内のため旅費を稼ごうと、得意の持ち芸「人間テンプラ」に挑むが、粗雑な設備のために失敗し、命を落とす。衣の塊となってしまった麗華を抱きしめ慟哭する小山内。計り知れない悲しみと悔恨とが、彼に心と生きる気力を取り戻させつつあった。
教授の論文を発表するためにアフリカに飛ばされた占部は、南ローデシアの黒人に起きる同種の奇病「クオネ・クオラレ病」の存在を知り、様々な人種差別を目にした後、モンモウ病患者である修道女ヘレンに出会う。しかしアパルトヘイトが横行する当時の南アフリカで、白人が獣に変化する病変が白人の権威を揺るがすことを恐れる修道院長に、ヘレン共々殺害されかける。辛くも逃げ延びた占部はヘレンを日本へ連れ帰る。彼女の証言もまた、モンモウ病の原因が飲み水にあることを示していたが、竜ヶ浦教授はそれを認めようとしなかった。竜ヶ浦はヘレンを医学総会で公開し、伝染病説を流布することで医学者として箔を付け、それにより日本医師会会長に当選しようともくろんでいたのだ。小山内の罹患・医局からの抹殺も、実は竜ヶ浦の企みであった。
小山内と関わった万大人がモンモウ病を発病しM大学医学部へ送られ、竜ヶ浦は伝染病説を確信する。一方、占部は万大人が犬神沢の水で作られた頭痛薬「智恵水」を飲んでいた事を突き止め、原因物質の究明に努める。そんな中、占部はヘレンに愛を告白するが、相次ぐ事件による苦悩から、その精神は蝕まれつつあった。
医学総会が開かれ、竜ヶ浦の学説は世界の注目を集める。結果、全世界から伝染病説を裏付ける報告が多く集まるが、それを否定する医学者も少なくなかった。
いずみは、小山内の行方を調べ続けていた。占部はいずみに小山内を救うための偽装婚約を提案し、さらに整形手術による治療を研究するが、ついに精神が破綻し精神科病棟に入れられてしまう。医局を追放され絶望した占部は、顔面整形に実績のある奥羽大学にヘレンを連れ出した後、車に飛び込んで自殺してしまう。ヘレンの整形は竜ヶ浦により阻止されるが、ヘレンは類似の奇病が多発するスラムを目にし、その地で修道院を開き看護活動のボランティアに専念することを決意する。
流浪の末、中東の難民居住区で医療行為を行っていた小山内は、竜ヶ浦が自らを陥れていた事を知り、日本に戻る。たづの墓参りをした小山内は、偶然、彼女を殺したヤクザにめぐり合い復讐を果たす。そしてヘレンの噂を聞き、その元を訪ねるが、犬の姿でも満足だという彼女の考えを認める気持ちにはなれなかった。
小山内は医師総会に乱入して、竜ヶ浦の陰謀の証拠とモンモウ病の正体を発表する。総会は大騒ぎになるものの、かろうじて日本医師会会長に当選した竜ヶ浦だったが、「智恵水」を服用していたためモンモウ病を発症し、会長の座を追われる。
失意の竜ヶ浦の元を小山内が訪れたまさにその時、モンモウ病の原因が飲み水に含まれる放射性鉱物である事が明らかにされる。医師会長を辞任させられ、社会的地位を失い、病気の進行によって人間としての尊厳も失った中、唯一のよりどころであった自説さえも否定され、呆然とする竜ヶ浦の姿を見届け、小山内は立ち去る。
自らの学説が認められた小山内は、たづや麗花の想い出を抱きながら、獣面のまま患者が待つ難民キャンプへと帰ってゆく。ヘレンは占部の子を出産する。それを見届けたいずみは小山内を追って旅立つ。今、新しい命が芽吹き、新しい物語が始まろうとしていた。

## 登場人物
小山内桐人（おさない きりひと）
M大学医学部附属病院第一内科医師。生真面目な性格で、実践型の才能ある青年医師であったが、モンモウ病に罹患し、犬のような姿で世界を放浪することとなる。「きりひと」は、あたかも人類全体の苦悩を受けて立ったイエス・キリストのごとく、蔑視され嘲笑されながら世界を放浪していく事になる。
竜ヶ浦（たつがうら）
M大学医学部第一内科医長・主任教授。経験を尊重するタイプの医学者。権力志向が強く、その為には部下や患者の尊厳・生命までをも平然と踏みにじるが、医学者としての実績・誇りも持っており、自説である伝染病説の決定的な証拠となるウィルスを発見するために自分の死後は生理解剖を行うよう遺言する。
占部（うらべ）
M大学医学部附属病院第一内科医師。小山内の小学校時代からの友人。研究家タイプで、怜悧な頭脳を持ち態度は冷徹に見えるが、内面ではコンプレックスが強く、精神的に脆い面がある。小山内の婚約者の吉永いずみを犯し、また修道女のヘレン・フリーズに対しても強引に性的関係を結んでしまう。小山内の風土病説を支持するものの、恩師と仰ぐ竜ヶ浦には逆らえず、その葛藤に苦しみ、次第に精神を蝕まれてゆく。
吉永いずみ（よしなが いずみ）
小山内の婚約者。竜ヶ浦の後援会長を務める父を持つ。小山内失踪後も一途に彼のことを思い続けている。
吉永（よしなが）
いずみの父で竜ヶ浦の後援会長。医師会に絡む利権を得るために、竜ヶ浦を会長に当選させるべくその陰謀に加担して奔走する。その為にはいずみを犠牲にすることもあるが、根は子煩悩である。
たづ
小山内が犬神沢で娶った妻。小山内のモンモウ病罹患後も〈犬の顔になったってあんただよ〉と言い献身的に尽くすが、非業の死を遂げる。
ヘレン・フリーズ
南アフリカの白人の修道女。モンモウ病と症状が類似する「クオネ・クオラレ病」に罹患して、M大医学部に入院する。自分の存在が教会を傷付ける事を恐れ、また女性としても犬のような顔を恥じるが、占部の支えにより、モンモウ病を神の与えた試練と受け止め、生への希望を見出す。
万（まん）
通称万大人。台湾政府ともつながりを持つ台湾の大富豪。その富はロックフェラー財団に匹敵するとも言及されている。自宅で破廉恥極まりない酒池肉林の宴会を催すことを生き甲斐としている。それは自らが極貧の環境から成り上がったため、宴会の芸人達を蔑むことでカタルシスを得るためだった。幼いころ医師に瀕死の家族を見捨てられた体験から、医師を憎悪している。
麗花（れいか）
万大人に雇われていた「人間テンプラ」の芸を行う女芸人。とある理由から小山内を逃がし、行動を共にする。
たづを殺したヤクザ
たづをレイプして殺しながら、激怒したたづの夫、小山内に襲われたことを逆恨みし、小山内を襲撃して台湾の万大人の元に売り飛ばす。後に、小山内の行動が竜ヶ浦の医師会会長選挙と関係があることを嗅ぎつけ、吉永らをゆする。

## 単行本
- COMコミックス増刊（1972年3月 - 4月、虫プロ商事、全2巻）
- ハードコミックス（1974年11月 - 12月、大都社、全3巻）
- 手塚治虫漫画全集（1977年6月 - 12月、講談社、全4巻）
- ハードコミックス（1986年8月、大都社、全2巻）
- 小学館叢書（1989年5月 - 6月、小学館、全2巻）呉智英の解説を収録。
- 小学館文庫（1994年11月、小学館、全3巻）養老孟司のエッセイを収録。
  - 第1巻 ISBN 978-4091920010
  - 第2巻 ISBN 978-4091920027
  - 第3巻 ISBN 978-4091920034
- 手塚治虫文庫全集（2010年3月、講談社、全2巻）
- オリジナル版（2024年4月、立東舎）雑誌掲載時の作品を収録。